# Erbaut
Erbaut is een dorp in de Belgische provincie Henegouwen en een deelgemeente van Jurbeke. Het telt zo'n 350 inwoners. Tot 1 januari 1977 was het een zelfstandige gemeente.

## Demografische ontwikkeling
- Bronnen:NIS, Opm:1831 tot en met 1970=volkstellingen, 1976= inwoneraantal op 31 december

## Bezienswaardigheden
- De Sint-Bartholomeüskerk (Église Saint-Barthélemy) is een classicistisch kerkgebouw uit 1746 en 1784 met een 16e-eeuws koor.
- De tumulus achter de kerk waarvan de betekenis echter onduidelijk is (grafheuvel, motteheuvel of deel van een verdedigingsgordel op de grens tussen het Graafschap Henegouwen en het Hertogdom Brabant).

## Natuur en landschap
Erbaut ligt aan de samenvloeiing van enkele beekjes die de Oostelijke Dender vormen. De hoogte aan de kerk bedraagt 67 meter.

## Nabijgelegen kernen
Jurbise, Erbisoeul, Herchies